# (A) Senile Animal
Albums de Melvins
A Live History of Gluttony and Lust
(2006) The Making Love Demos
(2007)
(A) Senile Animal est un album des Melvins sorti le 10 octobre 2006 chez Ipecac Recordings. Il s'agit de leur premier album sous le nom de Melvins depuis le Hostile Ambient Takeover de 2002. Les deux membres restants des Melvins ont été rejoints sur cet album par le groupe Big Business.

## Liste des titres
1. The Talking Horse – 2:41
2. Blood Witch – 2:45
3. Civilized Worm – 5:57
4. A History of Drunks – 2:20
5. Rat Faced Granny – 2:41
6. The Hawk – 2:35
7. You've Never Been Right – 2:30
8. A History of Bad Men – 6:43
9. The Mechanical Bride – 6:26
10. A Vast Filthy Prison – 6:44

## Personnel
- Melvins :
  - King Buzzo - guitare, chant
  - Dale Crover - batterie, chant
  - Jared Warren - guitare basse, vocals
  - Coady Willis - batterie, chant
- Toshi Kasai - Enregistrement et mixage
- John Golden - Mastering
- Mackie Osborne - Artwork
- Kevin Willis - Photos du groupe
- Enregistré au West Beach Recorders, Hollywood California
- Produit par les Melvins

## Charts
Billboard (Amérique du Nord)
| Année | Chart              | Position |
| ----- | ------------------ | -------- |
| 2006  | Heatseekers        | 6        |
| Année | Chart              | Position |
| 2006  | Independent Albums | 20       |

## Divers
- Un clip de The Talking Horse a été créé et diffusé en 2007.
- La chanson A History of Bad Men apparaît dans I Know Who Killed Me, avec Lindsay Lohan.
- La chanson A History of Bad Men apparaît dans la série True Detective

## Source/Référence
- (en) Cet article est partiellement ou en totalité issu de l’article de Wikipédia en anglais intitulé « (A) Senile Animal » (voir la liste des auteurs).

1. ↑  BLABBERMOUTH.NET - THE MELVINS To Release 'A Senile Animal' In October